# Валье-Вьехо (департамент)
Департамент Валье-Вьехо  (исп. Departamento de Valle Viejo) — департамент в Аргентине в составе провинции Катамарка.
Территория — 540 км². По данным Национального института статистики и переписи населения в Аргентине на 2010 год численность жителей департамента была 27242 против 23707 человек в 2001 году, что составило рост на 14,9%. Плотность населения — 50,45 чел./км².
Административный центр — Сан-Исидро.

## География
Департамент расположен на юго-востоке провинции Катамарка.
Департамент граничит:
- на севере — с департаментом Паклин
- на востоке — с департаментом Эль-Альто
- на юго-востоке — с департаментом Анкасти
- на западе и юго-западе — с департаментом Капайян
- на северо-западе — с департаментом Фрай-Мамерто-Эскуйу

## Административное деление
Департамент включает 1 муниципалитет:
- Валье-Вьехо

## Важнейшие населенные пункты[3]
| № | Населённый пункт | Населённый пункт (исп.) | Категория   | Население чел. (2010) | На карте                        |
| - | ---------------- | ----------------------- | ----------- | --------------------- | ------------------------------- |
| 1 | Сан-Исидро       | San Isidro              | агломерация | 25674                 | 28°27′28″ ю. ш. 65°43′33″ з. д. |
| 2 | Эль-Портесуэло   | El Portezuelo           | поселок     | 410                   | 28°28′12″ ю. ш. 65°38′11″ з. д. |
| 3 | Лас-Техас        | Las Tejas               | поселок     | 351                   | 28°39′29″ ю. ш. 65°47′00″ з. д. |
| 4 | Уайкама          | Huaycama                | поселок     | 158                   | 28°30′57″ ю. ш. 65°40′27″ з. д. |
| 5 | Санта-Крус       | Santa Cruz              | поселок     | 122                   | 28°29′53″ ю. ш. 65°40′06″ з. д. |
| 6 | Лас-Эскинас      | Las Esquinas            | поселок     | н/д                   | 28°42′38″ ю. ш. 65°46′03″ з. д. |

#### Агломерация Сан-Исидро
входит в агломерацию Гран-Сан-Фернандо-де-Валье-де-Катамарка
| № | Населённый пункт         | Населённый пункт (исп.) | Категория | Население чел. (2010) | На карте                        |
| - | ------------------------ | ----------------------- | --------- | --------------------- | ------------------------------- |
| 1 | Санта-Роса (Валье-Вьехо) | Santa Rosa              | город     | 6682                  | 28°26′43″ ю. ш. 65°42′21″ з. д. |
| 2 | Сан-Исидро               | San Isidro              | город     | 4569                  | 28°27′28″ ю. ш. 65°43′33″ з. д. |
| 3 | Посо-дель-Мистоль        | Pozo del Mistol         | город     | 3245                  | 28°27′45″ ю. ш. 65°42′45″ з. д. |
| 4 | Сумалао                  | Sumalao                 | город     | 2234                  | 28°28′04″ ю. ш. 65°44′05″ з. д. |
| 5 | Полькос                  | Polcos                  | город     | 2094                  | 28°25′53″ ю. ш. 65°43′03″ з. д. |
| 6 | Эль-Баньядо              | El Bañado               | поселок   | 1811                  | 28°28′08″ ю. ш. 65°43′14″ з. д. |
| 7 | Вилья-Долорес            | Villa Dolores           | поселок   | 1538                  | 28°26′35″ ю. ш. 65°43′13″ з. д. |